# Test de Apgar
El test de Apgar fue desarrollado por la pediatra y anestesista estadounidense Virginia Apgar (1909-1974), médica especializada en obstetricia contra mortalidad infantil. Fue publicado por primera vez en 1953.

## Características y usos del test
El test de Apgar valora la viabilidad de un recién nacido en los primeros minutos de vida.
El test de Apgar es un examen clínico que se realiza al recién nacido después del parto, en donde el pediatra, neonatólogo, comadrona (o matrona) u obstetra realizan una prueba en la que se evalúan cinco parámetros para obtener una primera valoración simple y clínica sobre el estado general del neonato después del parto.
El recién nacido es evaluado de acuerdo a cinco parámetros fisioanatómicos simples, que son:
- Tono muscular.
- Esfuerzo respiratorio.
- Frecuencia cardíaca.
- Reflejos.
- Color de la piel.

A cada parámetro se le asigna una puntuación entre 0 y 2, sumando las cinco puntuaciones se obtiene el resultado del test (máximo de 10).
El test se realiza al minuto, a los cinco minutos (y, ocasionalmente, cada 5 minutos hasta los 20 minutos de nacido si la puntuación hasta los cinco minutos es inferior a siete). La puntuación al primer minuto evalúa el nivel de tolerancia del recién nacido al proceso del nacimiento y su posible sufrimiento, mientras que la puntuación obtenida a los cinco minutos evalúa el nivel de adaptabilidad del recién nacido al medio ambiente y su capacidad de recuperación. Un recién nacido con una puntuación más baja al primer minuto que al quinto, obtiene unos resultados normales y no implica anormalidad en su evolución. De lo contrario, a un recién nacido que marca 0 puntos de Apgar se debe de evaluar clínicamente su condición anatómica para dictaminarle estado de muerte.
Solo como una regla mnemotécnica, la palabra Apgar puede usarse como un acrónimo para recordar los criterios evaluados: Apariencia, Pulso, Gesticulación, Actividad y Respiración.
Actualmente sigue usándose como un test rápido, sencillo y preciso para evaluar la vitalidad del recién nacido. Tiene también cierta capacidad de predicción del pronóstico y la supervivencia, y su uso es práctica habitual hoy en día en todos los centros sanitarios que atienden partos (obstetricia).

## Parámetros y criterios de valoración
|                          | 0 puntos                     | 1 punto                                | 2 puntos                                     | Acrónimo    |
| ------------------------ | ---------------------------- | -------------------------------------- | -------------------------------------------- | ----------- |
| Color de la piel         | todo azul                    | extremidades azules                    | normal                                       | Apariencia  |
| Frecuencia cardíaca      | 0                            | menos de 100                           | más de 100                                   | Pulso       |
| Reflejos e irritabilidad | sin respuesta a estimulación | mueca / llanto débil al ser estimulado | estornudos / tos / pataleo al ser estimulado | Gesto       |
| Tono muscular            | ninguna                      | alguna flexión                         | movimiento activo                            | Actividad   |
| Respiración              | ausente                      | débil o irregular                      | fuerte                                       | Respiración |

Si el bebé está en buenas condiciones obtendrá una puntuación de 7 a 10 puntos. Si obtiene de 4 a 6 puntos su condición fisiológica no está respondiendo adecuadamente y el neonato requiere una valoración clínica y recuperación inmediata. Si es igual o menor a 3, necesita atención de emergencia como medicamentos intravenosos, y respiración asistida. Si la puntuación es 0, es muy probable que bajo un perfecto estudio clínico se le dictamine el estado resolutivo de muerte.
Gracias a este método, y durante los más de 50 años que lleva realizándose, se ha logrado reducir la tasa de mortalidad y la tasa de morbilidad, al evaluar el estado del bebé inmediatamente después de nacer. Se pueden valorar mediante esta prueba, a embarazos no controlados, determinaciones sobre ciertos síndromes y/o signos patológicos con los cuales se haya malformado el producto, y que pueda presentar diversas fisiopatologías o alteraciones. El test de Apgar es un dato de relevancia para la salud pública infantil.